# Station Royat-Chamalières
Station Royat-Chamalières is een spoorwegstation in de Franse gemeente Chamalières. In 1881 werd het treinstation geopend.